# Arroyo Pos Pos
El arroyo Pos Pos es un pequeño curso de agua perteneciente a la cuenca hidrográfica del río Uruguay, ubicado en la provincia argentina de Entre Ríos. 
Nace al norte de la localidad de La Clarita, en el departamento de Colón y se dirige con rumbo este - sureste hasta desembocar en el río Uruguay cerca del paraje conocido como Colonia Mabragaña. Lo atraviesa la Ruta Nacional 14.
- Datos: Q5651670